# Liste des représentants des États-Unis pour la Louisiane
Depuis 2013, l'État de Louisiane dispose de six représentants à la Chambre des représentants des États-Unis.

## Représentation actuelle à la Chambre des représentants (2023-2025)
| District | Nom           | Nom | Début du mandat                            | Parti | Parti       |
| -------- | ------------- | --- | ------------------------------------------ | ----- | ----------- |
| 1        | Steve Scalise |     | 7 mai 2008 (16 ans, 10 mois et 2 jours)    |       | Républicain |
| 2        | Troy Carter   |     | 11 mai 2021 (3 ans, 9 mois et 26 jours)    |       | Démocrate   |
| 3        | Clay Higgins  |     | 3 janvier 2017 (8 ans, 2 mois et 6 jours)  |       | Républicain |
| 4        | Mike Johnson  |     | 3 janvier 2017 (8 ans, 2 mois et 6 jours)  |       | Républicain |
| 5        | Julia Letlow  |     | 14 avril 2021 (3 ans, 10 mois et 23 jours) |       | Républicain |
| 6        | Garret Graves |     | 3 janvier 2015 (10 ans, 2 mois et 6 jours) |       | Républicain |

## Délégations historiques

### Représentant de Louisiane (depuis 1812)
| Congrès | Congrès | Représentants       | Représentants             | Représentants           | Représentants             | Représentants            | Représentants            | Représentants       | Représentants            | Représentants            | Représentants            | Représentants       | Représentants             | Représentants       | Représentants         | Représentants       | Représentants         |  |  |  |
| Congrès | Congrès | At-large            | At-large                  | At-large                | At-large                  | At-large                 | At-large                 | At-large            | At-large                 | At-large                 | At-large                 | At-large            | At-large                  | At-large            | At-large              | At-large            | At-large              |  |  |  |
| ------- | ------- | ------------------- | ------------------------- | ----------------------- | ------------------------- | ------------------------ | ------------------------ | ------------------- | ------------------------ | ------------------------ | ------------------------ | ------------------- | ------------------------- | ------------------- | --------------------- | ------------------- | --------------------- |  |  |  |
| 12e     |         | DRP                 | Thomas B. Robertson       | Thomas B. Robertson     | Thomas B. Robertson       | Thomas B. Robertson      | Thomas B. Robertson      | Thomas B. Robertson | Thomas B. Robertson      | Thomas B. Robertson      | Thomas B. Robertson      | Thomas B. Robertson | Thomas B. Robertson       | Thomas B. Robertson | Thomas B. Robertson   | Thomas B. Robertson | Thomas B. Robertson   |  |  |  |
| 13e     |         | DRP                 | Thomas B. Robertson       | Thomas B. Robertson     | Thomas B. Robertson       | Thomas B. Robertson      | Thomas B. Robertson      | Thomas B. Robertson | Thomas B. Robertson      | Thomas B. Robertson      | Thomas B. Robertson      | Thomas B. Robertson | Thomas B. Robertson       | Thomas B. Robertson | Thomas B. Robertson   | Thomas B. Robertson | Thomas B. Robertson   |  |  |  |
| 14e     |         | DRP                 | Thomas B. Robertson       | Thomas B. Robertson     | Thomas B. Robertson       | Thomas B. Robertson      | Thomas B. Robertson      | Thomas B. Robertson | Thomas B. Robertson      | Thomas B. Robertson      | Thomas B. Robertson      | Thomas B. Robertson | Thomas B. Robertson       | Thomas B. Robertson | Thomas B. Robertson   | Thomas B. Robertson | Thomas B. Robertson   |  |  |  |
| 15e     |         | DRP                 | Thomas B. Robertson       | Thomas B. Robertson     | Thomas B. Robertson       | Thomas B. Robertson      | Thomas B. Robertson      | Thomas B. Robertson | Thomas B. Robertson      | Thomas B. Robertson      | Thomas B. Robertson      | Thomas B. Robertson | Thomas B. Robertson       | Thomas B. Robertson | Thomas B. Robertson   | Thomas B. Robertson | Thomas B. Robertson   |  |  |  |
|         | DRP     | Thomas Butler       | Thomas Butler             | Thomas Butler           | Thomas Butler             | Thomas Butler            | Thomas Butler            | Thomas Butler       | Thomas Butler            | Thomas Butler            | Thomas Butler            | Thomas Butler       | Thomas Butler             | Thomas Butler       | Thomas Butler         | Thomas Butler       |                       |  |  |  |
| 16e     | DRP     | Thomas Butler       | Thomas Butler             | Thomas Butler           | Thomas Butler             | Thomas Butler            | Thomas Butler            | Thomas Butler       | Thomas Butler            | Thomas Butler            | Thomas Butler            | Thomas Butler       | Thomas Butler             | Thomas Butler       | Thomas Butler         | Thomas Butler       |                       |  |  |  |
| 17e     |         | DRP                 | Josiah S. Johnston        | Josiah S. Johnston      | Josiah S. Johnston        | Josiah S. Johnston       | Josiah S. Johnston       | Josiah S. Johnston  | Josiah S. Johnston       | Josiah S. Johnston       | Josiah S. Johnston       | Josiah S. Johnston  | Josiah S. Johnston        | Josiah S. Johnston  | Josiah S. Johnston    | Josiah S. Johnston  | Josiah S. Johnston    |  |  |  |
| Congrès | Congrès | 1er                 | 1er                       | 2e                      | 2e                        | 3e                       | 3e                       | 4e                  | 4e                       | 5e                       | 5e                       | 6e                  | 6e                        | 7e                  | 7e                    | 8e                  | 8e                    |  |  |  |
| 18e     |         | J                   | Edward Livingston         | Anti-J                  | Henry Hosford Gurley      | DRP                      | William Leigh Brent      |                     |                          |                          |                          |                     |                           |                     |                       |                     |                       |  |  |  |
| 19e     |         | J                   | Edward Livingston         | Anti-J                  | Henry Hosford Gurley      | DRP                      | William Leigh Brent      |                     |                          |                          |                          |                     |                           |                     |                       |                     |                       |  |  |  |
| 20e     |         | J                   | Edward Livingston         | Anti-J                  | Henry Hosford Gurley      | DRP                      | William Leigh Brent      |                     |                          |                          |                          |                     |                           |                     |                       |                     |                       |  |  |  |
| 21e     |         | W                   | Edward Douglass White Sr. | Anti-J                  | Henry Hosford Gurley      | J                        | Walter Hampden Overton   |                     |                          |                          |                          |                     |                           |                     |                       |                     |                       |  |  |  |
| 22e     |         | W                   | Edward Douglass White Sr. | J                       | Philemon Thomas           | Anti-J                   | Henry Adams Bullard      |                     |                          |                          |                          |                     |                           |                     |                       |                     |                       |  |  |  |
| 23e     |         | W                   | Edward Douglass White Sr. | J                       | Philemon Thomas           | Anti-J                   | Henry Adams Bullard      |                     |                          |                          |                          |                     |                           |                     |                       |                     |                       |  |  |  |
|         | W       | Henry Johnson       | Anti-J                    | J                       | Philemon Thomas           | Rice Garland             |                          |                     |                          |                          |                          |                     |                           |                     |                       |                     |                       |  |  |  |
| 24e     | W       | Henry Johnson       | Anti-J                    |                         | J                         | Rice Garland             | Eleazer Wheelock Ripley  |                     |                          |                          |                          |                     |                           |                     |                       |                     |                       |  |  |  |
| 25e     | W       | Henry Johnson       |                           | W                       | J                         | Rice Garland             | Eleazer Wheelock Ripley  |                     |                          |                          |                          |                     |                           |                     |                       |                     |                       |  |  |  |
| 26e     |         | W                   | Edward Douglass White Sr. | W                       | W                         | Rice Garland             | Thomas Withers Chinn     |                     |                          |                          |                          |                     |                           |                     |                       |                     |                       |  |  |  |
| 26e     |         | W                   | Edward Douglass White Sr. | W                       | W                         | John Moore               | Thomas Withers Chinn     |                     |                          |                          |                          |                     |                           |                     |                       |                     |                       |  |  |  |
| 27e     |         | W                   | Edward Douglass White Sr. | W                       | D                         | John Moore               | John Bennett Dawson (D)  | 4e                  | 4e                       | 5e                       | 5e                       | 6e                  | 6e                        | 7e                  | 7e                    | 8e                  | 8e                    |  |  |  |
| 28e     |         | D                   | John Slidell              | D                       | Alcée Louis la Branche    | D                        | John Bennett Dawson      | D                   | Pierre Bossier           |                          |                          |                     |                           |                     |                       |                     |                       |  |  |  |
| 29e     |         | D                   | John Slidell              | D                       | Bannon Goforth Thibodeaux | D                        | John Henry Harmanson     | D                   | Isaac Edward Morse       |                          |                          |                     |                           |                     |                       |                     |                       |  |  |  |
| 29e     |         | D                   | Emile La Sére             | D                       | Bannon Goforth Thibodeaux | D                        | John Henry Harmanson     | D                   | Isaac Edward Morse       |                          |                          |                     |                           |                     |                       |                     |                       |  |  |  |
| 30e     |         | D                   | Emile La Sére             | D                       | Bannon Goforth Thibodeaux | D                        | John Henry Harmanson     | D                   | Isaac Edward Morse       |                          |                          |                     |                           |                     |                       |                     |                       |  |  |  |
| 31e     |         | D                   | Emile La Sére             | W                       | Charles Magill Conrad     | D                        | John Henry Harmanson     | D                   | Isaac Edward Morse       |                          |                          |                     |                           |                     |                       |                     |                       |  |  |  |
| 31e     |         | D                   | Emile La Sére             | W                       | Henry Adams Bullard       | D                        | Alexander Gordon Penn    | D                   | Isaac Edward Morse       |                          |                          |                     |                           |                     |                       |                     |                       |  |  |  |
| 32e     |         | D                   | Louis St. Martin          | W                       | Joseph Aristide Landry    | D                        | Alexander Gordon Penn    | W                   | John Moore               |                          |                          |                     |                           |                     |                       |                     |                       |  |  |  |
| 33e     |         | D                   | William Dunbar            | D                       | Theodore Gaillard Hunt    | D                        | John Perkins, Jr.        | D                   | Roland Jones             |                          |                          |                     |                           |                     |                       |                     |                       |  |  |  |
| 34e     |         | KNP                 | George Eustis, Jr.        | D                       | Miles Taylor              | D                        | Thomas Green Davidson    | D                   | John Milton Sandidge     |                          |                          |                     |                           |                     |                       |                     |                       |  |  |  |
| 35e     |         | KNP                 | George Eustis, Jr.        | D                       | Miles Taylor              | D                        | Thomas Green Davidson    | D                   | John Milton Sandidge     |                          |                          |                     |                           |                     |                       |                     |                       |  |  |  |
| 36e     |         | KNP                 | Jean Édouard Bouligny     | D                       | Miles Taylor              | D                        | Thomas Green Davidson    | D                   | J. M. Landrum            |                          |                          |                     |                           |                     |                       |                     |                       |  |  |  |
| 37e     |         | U                   | Benjamin Flanders         | U                       | Michael Hahn              | Guerre de Sécession      | Guerre de Sécession      | Guerre de Sécession | Guerre de Sécession      | 5e                       | 5e                       | 6e                  | 6e                        | 7e                  | 7e                    | 8e                  | 8e                    |  |  |  |
| 38e     |         | Guerre de Sécession | Guerre de Sécession       | Guerre de Sécession     | Guerre de Sécession       | Guerre de Sécession      | Guerre de Sécession      | Guerre de Sécession | Guerre de Sécession      | Guerre de Sécession      | Guerre de Sécession      | Guerre de Sécession | Guerre de Sécession       | Guerre de Sécession | Guerre de Sécession   | Guerre de Sécession | Guerre de Sécession   |  |  |  |
| 39e     |         | Guerre de Sécession | Guerre de Sécession       | Guerre de Sécession     | Guerre de Sécession       | Guerre de Sécession      | Guerre de Sécession      | Guerre de Sécession | Guerre de Sécession      | Guerre de Sécession      | Guerre de Sécession      | Guerre de Sécession | Guerre de Sécession       | Guerre de Sécession | Guerre de Sécession   | Guerre de Sécession | Guerre de Sécession   |  |  |  |
| 40e     |         | Guerre de Sécession | Guerre de Sécession       | Guerre de Sécession     | Guerre de Sécession       | Guerre de Sécession      | Guerre de Sécession      | Guerre de Sécession | Guerre de Sécession      | Guerre de Sécession      | Guerre de Sécession      | Guerre de Sécession | Guerre de Sécession       | Guerre de Sécession | Guerre de Sécession   | Guerre de Sécession | Guerre de Sécession   |  |  |  |
|         | R       | Jacob Hale Sypher   | D                         | James Mann              | R                         | Joseph Parkinson Newsham | R                        | Michel Vidal        | R                        | William Jasper Blackburn |                          |                     |                           |                     |                       |                     |                       |  |  |  |
| 41e     |         | vacant              | vacant                    | R                       | Lionel Allen Sheldon      | R                        | Chester Bidwell Darrall  | vacant              | vacant                   | R                        | Frank Morey              |                     |                           |                     |                       |                     |                       |  |  |  |
| 41e     |         | R                   | Jacob Hale Sypher         | R                       | Lionel Allen Sheldon      | R                        | Chester Bidwell Darrall  | R                   | Joseph Parkinson Newsham | R                        | Frank Morey              |                     |                           |                     |                       |                     |                       |  |  |  |
| 42e     |         | R                   | Jacob Hale Sypher         | R                       | Lionel Allen Sheldon      | R                        | Chester Bidwell Darrall  | R                   | James McCleery           | R                        | Frank Morey              |                     |                           |                     |                       |                     |                       |  |  |  |
| 42e     |         | R                   | Jacob Hale Sypher         | R                       | Lionel Allen Sheldon      | R                        | Chester Bidwell Darrall  | R                   | Alexander Boarman        | R                        | Frank Morey              | At-arlge            | At-arlge                  |                     |                       |                     |                       |  |  |  |
| 43e     |         | R                   | Jacob Hale Sypher         | R                       | Lionel Allen Sheldon      | R                        | Chester Bidwell Darrall  | vacant              | vacant                   | R                        | Frank Morey              | R                   | George Augustus Sheridan  |                     |                       |                     |                       |  |  |  |
| 43e     |         | D                   | Effingham Lawrence        | R                       | Lionel Allen Sheldon      | R                        | Chester Bidwell Darrall  | R                   | George Luke Smith        | R                        | Frank Morey              | R                   | George Augustus Sheridan  |                     |                       |                     |                       |  |  |  |
| 43e     | 6e      | D                   | Effingham Lawrence        | R                       | Lionel Allen Sheldon      | R                        | Chester Bidwell Darrall  | R                   | George Luke Smith        | R                        | Frank Morey              |                     |                           |                     |                       |                     |                       |  |  |  |
| 44e     |         | D                   | Randall Lee Gibson        | D                       | Ezekiel John Ellis        | R                        | Chester Bidwell Darrall  | D                   | William Mallory Levy     | R                        | Frank Morey              | R                   | Charles Edmund Nash       |                     |                       |                     |                       |  |  |  |
| 44e     |         | D                   | Randall Lee Gibson        | D                       | Ezekiel John Ellis        | R                        | Chester Bidwell Darrall  | D                   | William Mallory Levy     | D                        | William Brainerd Spencer | R                   | Charles Edmund Nash       |                     |                       |                     |                       |  |  |  |
| 45e     |         | D                   | Randall Lee Gibson        | D                       | Ezekiel John Ellis        | R                        | Chester Bidwell Darrall  | D                   | Joseph Barton Elam       | R                        | John E. Leonard          | D                   | Edward White Robertson    |                     |                       |                     |                       |  |  |  |
| 45e     |         | D                   | Randall Lee Gibson        | D                       | Ezekiel John Ellis        | D                        | Joseph Hayes Acklen      | D                   | Joseph Barton Elam       | D                        | J. Smith Young           | D                   | Edward White Robertson    |                     |                       |                     |                       |  |  |  |
| 46e     |         | D                   | Randall Lee Gibson        | D                       | Ezekiel John Ellis        | D                        | Joseph Hayes Acklen      | D                   | Joseph Barton Elam       | D                        | J. Floyd King            | D                   | Edward White Robertson    |                     |                       |                     |                       |  |  |  |
| 47e     |         | D                   | Randall Lee Gibson        | D                       | Ezekiel John Ellis        | R                        | Chester Bidwell Darrall  | D                   | Newton Crain Blanchard   | D                        | J. Floyd King            | D                   | Edward White Robertson    |                     |                       |                     |                       |  |  |  |
| 48e     |         | D                   | Carleton Hunt             | D                       | Ezekiel John Ellis        | R                        | William P. Kellogg       | D                   | Newton Crain Blanchard   | D                        | J. Floyd King            | D                   | Edward Taylor Lewis       |                     |                       |                     |                       |  |  |  |
| 49e     |         | D                   | Louis St. Martin          | R                       | Michael Hahn              | D                        | Edward James Gay         | D                   | Newton Crain Blanchard   | D                        | J. Floyd King            | D                   | Alfred Briggs Irion       |                     |                       |                     |                       |  |  |  |
| 49e     |         | D                   | Louis St. Martin          | D                       | Nathaniel Dick Wallace    | D                        | Edward James Gay         | D                   | Newton Crain Blanchard   | D                        | J. Floyd King            | D                   | Alfred Briggs Irion       |                     |                       |                     |                       |  |  |  |
| 50e     |         | D                   | Theodore Stark Wilkinson  | D                       | Matthew Diamond Lagan     | D                        | Edward James Gay         | D                   | Newton Crain Blanchard   | D                        | Cherubusco Newton        | D                   | Edward White Robertson    |                     |                       |                     |                       |  |  |  |
| 50e     |         | D                   | Theodore Stark Wilkinson  | D                       | Matthew Diamond Lagan     | D                        | Edward James Gay         | D                   | Newton Crain Blanchard   | D                        | Cherubusco Newton        | D                   | Samuel Matthews Robertson |                     |                       |                     |                       |  |  |  |
| 51e     |         | D                   | Theodore Stark Wilkinson  | R                       | Hamilton D. Coleman       | D                        | Edward James Gay         | D                   | Newton Crain Blanchard   | D                        | Charles Jahleal Boatner  | D                   | Samuel Matthews Robertson |                     |                       |                     |                       |  |  |  |
| 51e     |         | D                   | Theodore Stark Wilkinson  | R                       | Hamilton D. Coleman       | D                        | Andrew Price             | D                   | Newton Crain Blanchard   | D                        | Charles Jahleal Boatner  | D                   | Samuel Matthews Robertson |                     |                       |                     |                       |  |  |  |
| 52e     |         | D                   | Adolph Meyer              | D                       | Matthew Diamond Lagan     | D                        | Andrew Price             | D                   | Newton Crain Blanchard   | D                        | Charles Jahleal Boatner  | D                   | Samuel Matthews Robertson |                     |                       |                     |                       |  |  |  |
| 53e     |         | D                   | Adolph Meyer              | D                       | Robert Charles Davey      | D                        | Andrew Price             | D                   | Henry Warren Ogden       | D                        | Charles Jahleal Boatner  | D                   | Samuel Matthews Robertson |                     |                       |                     |                       |  |  |  |
| 54e     |         | D                   | Adolph Meyer              | D                       | Charles Francis Buck      | D                        | Andrew Price             | D                   | Henry Warren Ogden       | D                        | Charles Jahleal Boatner  | D                   | Samuel Matthews Robertson |                     |                       |                     |                       |  |  |  |
| 55e     |         | D                   | Adolph Meyer              | D                       | Robert Charles Davey      | D                        | Robert Foligny Broussard | D                   | Henry Warren Ogden       | D                        | Samuel Thomas Baird      | D                   | Samuel Matthews Robertson |                     |                       |                     |                       |  |  |  |
| 56e     |         | D                   | Adolph Meyer              | D                       | Robert Charles Davey      | D                        | Robert Foligny Broussard | D                   | Phanor Breazeale         | D                        | Joseph Eugene Ransdell   | D                   | Samuel Matthews Robertson |                     |                       |                     |                       |  |  |  |
| 57e     |         | D                   | Adolph Meyer              | D                       | Robert Charles Davey      | D                        | Robert Foligny Broussard | D                   | Phanor Breazeale         | D                        | Joseph Eugene Ransdell   | D                   | Samuel Matthews Robertson | 7e                  | 7e                    |                     |                       |  |  |  |
| 58e     |         | D                   | Adolph Meyer              | D                       | Robert Charles Davey      | D                        | Robert Foligny Broussard | D                   | Phanor Breazeale         | D                        | Joseph Eugene Ransdell   | D                   | Samuel Matthews Robertson | D                   | Arsène Paulin Pujó    |                     |                       |  |  |  |
| 59e     |         | D                   | Adolph Meyer              | D                       | Robert Charles Davey      | D                        | Robert Foligny Broussard | D                   | John Thomas Watkins      | D                        | Joseph Eugene Ransdell   | D                   | Samuel Matthews Robertson | D                   | Arsène Paulin Pujó    |                     |                       |  |  |  |
| 60e     |         | D                   | Adolph Meyer              | D                       | Robert Charles Davey      | D                        | Robert Foligny Broussard | D                   | John Thomas Watkins      | D                        | Joseph Eugene Ransdell   | D                   | George Kent Favrot        | D                   | Arsène Paulin Pujó    |                     |                       |  |  |  |
| 60e     |         | D                   | Albert Estopinal          | D                       | Samuel Louis Gilmore      | D                        | Robert Foligny Broussard | D                   | John Thomas Watkins      | D                        | Joseph Eugene Ransdell   | D                   | George Kent Favrot        | D                   | Arsène Paulin Pujó    |                     |                       |  |  |  |
| 61e     |         | D                   | Albert Estopinal          | D                       | Samuel Louis Gilmore      | D                        | Robert Foligny Broussard | D                   | John Thomas Watkins      | D                        | Joseph Eugene Ransdell   | D                   | Robert Charles Wickliffe  | D                   | Arsène Paulin Pujó    |                     |                       |  |  |  |
| 61e     |         | D                   | Albert Estopinal          | D                       | Henry Garland Dupré       | D                        | Robert Foligny Broussard | D                   | John Thomas Watkins      | D                        | Joseph Eugene Ransdell   | D                   | Robert Charles Wickliffe  | D                   | Arsène Paulin Pujó    |                     |                       |  |  |  |
| 62e     |         | D                   | Albert Estopinal          | D                       | Henry Garland Dupré       | D                        | Robert Foligny Broussard | D                   | John Thomas Watkins      | D                        | Joseph Eugene Ransdell   | D                   | Lewis Lovering Morgan     | D                   | Arsène Paulin Pujó    | 8e                  | 8e                    |  |  |  |
| 63e     |         | D                   | Albert Estopinal          | D                       | Henry Garland Dupré       | D                        | Robert Foligny Broussard | D                   | John Thomas Watkins      | D                        | James Walter Elder       | D                   | Lewis Lovering Morgan     | D                   | Ladislas Lazaro       | D                   | James Benjamin Aswell |  |  |  |
| 64e     |         | D                   | Albert Estopinal          | D                       | Henry Garland Dupré       | Prog                     | Whitmell P. Martin       | D                   | John Thomas Watkins      | D                        | Riley Joseph Wilson      | D                   | Lewis Lovering Morgan     | D                   | Ladislas Lazaro       | D                   | James Benjamin Aswell |  |  |  |
| 65e     |         | D                   | Albert Estopinal          | D                       | Henry Garland Dupré       | Prog                     | Whitmell P. Martin       | D                   | John Thomas Watkins      | D                        | Riley Joseph Wilson      | D                   | Jared Y. Sanders, Sr.     | D                   | Ladislas Lazaro       | D                   | James Benjamin Aswell |  |  |  |
| 66e     |         | D                   | James O'Connor            | D                       | Henry Garland Dupré       | D                        | Whitmell P. Martin       | D                   | John Thomas Watkins      | D                        | Riley Joseph Wilson      | D                   | Jared Y. Sanders, Sr.     | D                   | Ladislas Lazaro       | D                   | James Benjamin Aswell |  |  |  |
| 67e     |         | D                   | James O'Connor            | D                       | Henry Garland Dupré       | D                        | Whitmell P. Martin       | D                   | John Nicholas Sandlin    | D                        | Riley Joseph Wilson      | D                   | George Kent Favrot        | D                   | Ladislas Lazaro       | D                   | James Benjamin Aswell |  |  |  |
| 68e     |         | D                   | James O'Connor            | D                       | Henry Garland Dupré       | D                        | Whitmell P. Martin       | D                   | John Nicholas Sandlin    | D                        | Riley Joseph Wilson      | D                   | George Kent Favrot        | D                   | Ladislas Lazaro       | D                   | James Benjamin Aswell |  |  |  |
|         | D       | D                   | James O'Connor            | James Zacharie Spearing |                           | D                        | Whitmell P. Martin       | D                   | John Nicholas Sandlin    | D                        | Riley Joseph Wilson      | D                   | George Kent Favrot        | D                   | Ladislas Lazaro       | D                   | James Benjamin Aswell |  |  |  |
| 69e     | D       | D                   | James O'Connor            | James Zacharie Spearing |                           | D                        | Whitmell P. Martin       | D                   | John Nicholas Sandlin    | D                        | Riley Joseph Wilson      | D                   | Bolivar E. Kemp           | D                   | Ladislas Lazaro       | D                   | James Benjamin Aswell |  |  |  |
| 70e     | D       | D                   | James O'Connor            | James Zacharie Spearing |                           | D                        | Whitmell P. Martin       | D                   | John Nicholas Sandlin    | D                        | Riley Joseph Wilson      | D                   | Bolivar E. Kemp           | D                   | René Louis DeRouen    | D                   | James Benjamin Aswell |  |  |  |
| 71e     | D       | D                   | James O'Connor            | James Zacharie Spearing |                           | D                        | Numa Francois Montet     | D                   | John Nicholas Sandlin    | D                        | Riley Joseph Wilson      | D                   | Bolivar E. Kemp           | D                   | René Louis DeRouen    | D                   | James Benjamin Aswell |  |  |  |
| 72e     |         | D                   | Joachim O. Fernandez      | D                       | Paul H. Maloney           | D                        | Numa Francois Montet     | D                   | John Nicholas Sandlin    | D                        | Riley Joseph Wilson      | D                   | Bolivar E. Kemp           | D                   | René Louis DeRouen    | D                   | John H. Overton       |  |  |  |
| 73e     |         | D                   | Joachim O. Fernandez      | D                       | Paul H. Maloney           | D                        | Numa Francois Montet     | D                   | John Nicholas Sandlin    | D                        | Riley Joseph Wilson      | D                   | Bolivar E. Kemp           | D                   | René Louis DeRouen    | D                   | Cleveland Dear        |  |  |  |
| 74e     |         | D                   | Joachim O. Fernandez      | D                       | Paul H. Maloney           | D                        | Numa Francois Montet     | D                   | John Nicholas Sandlin    | D                        | Riley Joseph Wilson      | D                   | Jared Y. Sanders, Jr.     | D                   | René Louis DeRouen    | D                   | Cleveland Dear        |  |  |  |
| 75e     |         | D                   | Joachim O. Fernandez      | D                       | Paul H. Maloney           | D                        | Robert L. Mouton         | D                   | Overton Brooks           | D                        | Newt V. Mills            | D                   | John K. Griffith          | D                   | René Louis DeRouen    | D                   | A. Leonard Allen      |  |  |  |
| 76e     |         | D                   | Joachim O. Fernandez      | D                       | Paul H. Maloney           | D                        | Robert L. Mouton         | D                   | Overton Brooks           | D                        | Newt V. Mills            | D                   | John K. Griffith          | D                   | René Louis DeRouen    | D                   | A. Leonard Allen      |  |  |  |
| 77e     |         | D                   | F. Edward Hébert          | D                       | Hale Boggs                | D                        | James Domengeaux         | D                   | Overton Brooks           | D                        | Newt V. Mills            | D                   | Jared Y. Sanders, Jr.     | D                   | Vance Plauche         | D                   | A. Leonard Allen      |  |  |  |
| 78e     |         | D                   | F. Edward Hébert          | D                       | Paul H. Maloney           | D                        | James Domengeaux         | D                   | Overton Brooks           | D                        | Charles E. McKenzie      | D                   | James H. Morrison         | D                   | Henry D. Larcade, Jr. | D                   | A. Leonard Allen      |  |  |  |
| 79e     |         | D                   | F. Edward Hébert          | D                       | Paul H. Maloney           | D                        | James Domengeaux         | D                   | Overton Brooks           | D                        | Charles E. McKenzie      | D                   | James H. Morrison         | D                   | Henry D. Larcade, Jr. | D                   | A. Leonard Allen      |  |  |  |
| 80e     |         | D                   | F. Edward Hébert          | D                       | Hale Boggs                | D                        | James Domengeaux         | D                   | Overton Brooks           | D                        | Otto E. Passman          | D                   | James H. Morrison         | D                   | Henry D. Larcade, Jr. | D                   | A. Leonard Allen      |  |  |  |
| 81e     |         | D                   | F. Edward Hébert          | D                       | Hale Boggs                | D                        | Edwin E. Willis          | D                   | Overton Brooks           | D                        | Otto E. Passman          | D                   | James H. Morrison         | D                   | Henry D. Larcade, Jr. | D                   | A. Leonard Allen      |  |  |  |
| 82e     |         | D                   | F. Edward Hébert          | D                       | Hale Boggs                | D                        | Edwin E. Willis          | D                   | Overton Brooks           | D                        | Otto E. Passman          | D                   | James H. Morrison         | D                   | Henry D. Larcade, Jr. | D                   | A. Leonard Allen      |  |  |  |
| 83e     |         | D                   | F. Edward Hébert          | D                       | Hale Boggs                | D                        | Edwin E. Willis          | D                   | Overton Brooks           | D                        | Otto E. Passman          | D                   | James H. Morrison         | D                   | Theo A. Thompson      | D                   | George S. Long        |  |  |  |
| 84e     |         | D                   | F. Edward Hébert          | D                       | Hale Boggs                | D                        | Edwin E. Willis          | D                   | Overton Brooks           | D                        | Otto E. Passman          | D                   | James H. Morrison         | D                   | Theo A. Thompson      | D                   | George S. Long        |  |  |  |
| 85e     |         | D                   | F. Edward Hébert          | D                       | Hale Boggs                | D                        | Edwin E. Willis          | D                   | Overton Brooks           | D                        | Otto E. Passman          | D                   | James H. Morrison         | D                   | Theo A. Thompson      | D                   | George S. Long        |  |  |  |
| 86e     |         | D                   | F. Edward Hébert          | D                       | Hale Boggs                | D                        | Edwin E. Willis          | D                   | Overton Brooks           | D                        | Otto E. Passman          | D                   | James H. Morrison         | D                   | Theo A. Thompson      | D                   | Harold B. McSween     |  |  |  |
| 87e     |         | D                   | F. Edward Hébert          | D                       | Hale Boggs                | D                        | Edwin E. Willis          | D                   | Overton Brooks           | D                        | Otto E. Passman          | D                   | James H. Morrison         | D                   | Theo A. Thompson      | D                   | Harold B. McSween     |  |  |  |
| 88e     |         | D                   | F. Edward Hébert          | D                       | Hale Boggs                | D                        | Edwin E. Willis          | D                   | Joe Waggonner, Jr.       | D                        | Otto E. Passman          | D                   | James H. Morrison         | D                   | Theo A. Thompson      | D                   | Gillis W. Long        |  |  |  |
| 89e     |         | D                   | F. Edward Hébert          | D                       | Hale Boggs                | D                        | Edwin E. Willis          | D                   | Joe Waggonner, Jr.       | D                        | Otto E. Passman          | D                   | James H. Morrison         | D                   | Theo A. Thompson      | D                   | Speedy O. Long        |  |  |  |
| 90e     |         | D                   | F. Edward Hébert          | D                       | Hale Boggs                | D                        | Edwin E. Willis          | D                   | Joe Waggonner, Jr.       | D                        | Otto E. Passman          | D                   | John R. Rarick            | D                   | Edwin Edwards         | D                   | Speedy O. Long        |  |  |  |
| 91e     |         | D                   | F. Edward Hébert          | D                       | Hale Boggs                | D                        | Patrick T. Caffery       | D                   | Joe Waggonner, Jr.       | D                        | Otto E. Passman          | D                   | John R. Rarick            | D                   | Edwin Edwards         | D                   | Speedy O. Long        |  |  |  |
| 92e     |         | D                   | F. Edward Hébert          | D                       | Hale Boggs                | D                        | Patrick T. Caffery       | D                   | Joe Waggonner, Jr.       | D                        | Otto E. Passman          | D                   | John R. Rarick            | D                   | Edwin Edwards         | D                   | Speedy O. Long        |  |  |  |
| 93e     |         | D                   | F. Edward Hébert          | D                       | Lindy Boggs               | R                        | David C. Treen           | D                   | Joe Waggonner, Jr.       | D                        | Otto E. Passman          | D                   | John R. Rarick            | D                   | John B. Breaux        | D                   | Gillis W. Long        |  |  |  |
| 94e     |         | D                   | F. Edward Hébert          | D                       | Lindy Boggs               | R                        | David C. Treen           | D                   | Joe Waggonner, Jr.       | D                        | Otto E. Passman          | R                   | Henson Moore              | D                   | John B. Breaux        | D                   | Gillis W. Long        |  |  |  |
| 95e     |         | D                   | Richard A. Tonry          | D                       | Lindy Boggs               | R                        | David C. Treen           | D                   | Joe Waggonner, Jr.       | D                        | Jerry Huckaby            | R                   | Henson Moore              | D                   | John B. Breaux        | D                   | Gillis W. Long        |  |  |  |
| 96e     |         | R                   | Bob Livingston            | D                       | Lindy Boggs               | R                        | David C. Treen           | D                   | Anthony C. Leach, Jr.    | D                        | Jerry Huckaby            | R                   | Henson Moore              | D                   | John B. Breaux        | D                   | Gillis W. Long        |  |  |  |
| 97e     |         | R                   | Bob Livingston            | D                       | Lindy Boggs               | D                        | Billy Tauzin             | D                   | Buddy Roemer             | D                        | Jerry Huckaby            | R                   | Henson Moore              | D                   | John B. Breaux        | D                   | Gillis W. Long        |  |  |  |
| 98e     |         | R                   | Bob Livingston            | D                       | Lindy Boggs               | D                        | Billy Tauzin             | D                   | Buddy Roemer             | D                        | Jerry Huckaby            | R                   | Henson Moore              | D                   | John B. Breaux        | D                   | Gillis W. Long        |  |  |  |
| 99e     |         | R                   | Bob Livingston            | D                       | Lindy Boggs               | D                        | Billy Tauzin             | D                   | Buddy Roemer             | D                        | Jerry Huckaby            | R                   | Henson Moore              | D                   | John B. Breaux        | D                   | Catherine S. Long     |  |  |  |
| 100e    |         | R                   | Bob Livingston            | D                       | Lindy Boggs               | D                        | Billy Tauzin             | D                   | Buddy Roemer             | D                        | Jerry Huckaby            | R                   | Richard Baker             | D                   | Jimmy Hayes           | R                   | Clyde C. Holloway     |  |  |  |
| 101e    |         | R                   | Bob Livingston            | D                       | Lindy Boggs               | D                        | Billy Tauzin             | R                   | Jim McCrery              | D                        | Jerry Huckaby            | R                   | Richard Baker             | D                   | Jimmy Hayes           | R                   | Clyde C. Holloway     |  |  |  |
| 102e    |         | R                   | Bob Livingston            | D                       | William J. Jefferson      | D                        | Billy Tauzin             | R                   | Jim McCrery              | D                        | Jerry Huckaby            | R                   | Richard Baker             | D                   | Jimmy Hayes           | R                   | Clyde C. Holloway     |  |  |  |
| 103e    |         | R                   | Bob Livingston            | D                       | William J. Jefferson      | D                        | Billy Tauzin             | D                   | Cleo Fields              | R                        | Jim McCrery              | R                   | Richard Baker             | D                   | Jimmy Hayes           | R                   | Clyde C. Holloway     |  |  |  |
| 104e    |         | R                   | Bob Livingston            | D                       | William J. Jefferson      | R                        | Billy Tauzin             | D                   | Cleo Fields              | R                        | Jim McCrery              | R                   | Richard Baker             | R                   | Jimmy Hayes           |                     |                       |  |  |  |
| 105e    |         | R                   | Bob Livingston            | D                       | William J. Jefferson      | R                        | Billy Tauzin             | R                   | Jim McCrery              | R                        | John Cooksey             | R                   | Richard Baker             | D                   | Christopher John      |                     |                       |  |  |  |
| 106e    |         | R                   | David Vitter              | D                       | William J. Jefferson      | R                        | Billy Tauzin             | R                   | Jim McCrery              | R                        | John Cooksey             | R                   | Richard Baker             | D                   | Christopher John      |                     |                       |  |  |  |
| 107e    |         | R                   | David Vitter              | D                       | William J. Jefferson      | R                        | Billy Tauzin             | R                   | Jim McCrery              | R                        | John Cooksey             | R                   | Richard Baker             | D                   | Christopher John      |                     |                       |  |  |  |
| 108e    |         | R                   | David Vitter              | D                       | William J. Jefferson      | R                        | Billy Tauzin             | R                   | Jim McCrery              | D                        | Rodney Alexander         | R                   | Richard Baker             | D                   | Christopher John      |                     |                       |  |  |  |
| 109e    |         | R                   | Bobby Jindal              | D                       | William J. Jefferson      | D                        | Charles Melancon         | R                   | Jim McCrery              | R                        | Rodney Alexander         | R                   | Richard Baker             | R                   | Charles Boustany      |                     |                       |  |  |  |
| 110e    |         | R                   | Bobby Jindal              | D                       | William J. Jefferson      | D                        | Charles Melancon         | R                   | Jim McCrery              | R                        | Rodney Alexander         | R                   | Richard Baker             | R                   | Charles Boustany      |                     |                       |  |  |  |
|         | R       | Steve Scalise       | D                         | D                       | William J. Jefferson      | D                        | Charles Melancon         | R                   | Jim McCrery              | R                        | Rodney Alexander         | Don Cazayoux        |                           | R                   | Charles Boustany      |                     |                       |  |  |  |
| 111e    | R       | Steve Scalise       |                           | R                       | Joseph Cao                | D                        | Charles Melancon         | R                   | John C. Fleming          | R                        | Rodney Alexander         | R                   | Bill Cassidy              | R                   | Charles Boustany      |                     |                       |  |  |  |
| 112e    | R       | Steve Scalise       |                           | D                       | Cedric Richmond           | R                        | Jeff Landry              | R                   | John C. Fleming          | R                        | Rodney Alexander         | R                   | Bill Cassidy              | R                   | Charles Boustany      |                     |                       |  |  |  |
| 113e    | R       | Steve Scalise       |                           | D                       | Cedric Richmond           | R                        | Charles Boustany         | R                   | John C. Fleming          | R                        | Rodney Alexander         | R                   | Bill Cassidy              |                     |                       |                     |                       |  |  |  |
| 113e    | R       | Steve Scalise       |                           | D                       | Cedric Richmond           | R                        | Charles Boustany         | R                   | John C. Fleming          | R                        | Vance McAllister         | R                   | Bill Cassidy              |                     |                       |                     |                       |  |  |  |
| 114e    | R       | Steve Scalise       |                           | D                       | Cedric Richmond           | R                        | Charles Boustany         | R                   | John C. Fleming          | R                        | Ralph Abraham            | R                   | Garret Graves             |                     |                       |                     |                       |  |  |  |
| 115e    | R       | Steve Scalise       |                           | D                       | Cedric Richmond           | R                        | Clay Higgins             | R                   | Mike Johnson             | R                        | Ralph Abraham            | R                   | Garret Graves             |                     |                       |                     |                       |  |  |  |
| 116e    | R       | Steve Scalise       |                           | D                       | Cedric Richmond           | R                        | Clay Higgins             | R                   | Mike Johnson             | R                        | Ralph Abraham            | R                   | Garret Graves             |                     |                       |                     |                       |  |  |  |
| 117e    | R       | Steve Scalise       |                           | D                       | Troy Carter               | R                        | Clay Higgins             | R                   | Mike Johnson             | R                        | Julia Letlow             | R                   | Garret Graves             |                     |                       |                     |                       |  |  |  |
| 118e    | R       | Steve Scalise       |                           | D                       | Troy Carter               | R                        | Clay Higgins             | R                   | Mike Johnson             | R                        | Julia Letlow             | R                   | Garret Graves             |                     |                       |                     |                       |  |  |  |